# Varennes (Vienne)
Varennes ist eine Ortschaft und eine ehemalige französische Gemeinde mit 356 Einwohnern (Stand: 1. Januar 2022) im Département Vienne in der Region Nouvelle-Aquitaine (vor 2016: Poitou-Charentes). Sie gehörte zum Arrondissement Poitiers und zum Kanton Migné-Auxances (bis 2015: Kanton Mirebeau).
Mit Wirkung vom 1. Januar 2019 wurde die früheren Gemeinden Varennes in die bereits seit 2017 bestehende Commune nouvelle Saint-Martin-la-Pallu integriert und hat dort den Status einer Commune déléguée. Der Verwaltungssitz befindet sich im Ort Vendeuvre-du-Poitou.

## Geographie
Varennes liegt etwa 22 Kilometer nordnordöstlich von Poitiers. Umgeben wird Varennes von den Nachbargemeinden Mirebeau im Norden, Thurageau im Osten, Blaslay im Süden und Südosten sowie Amberre im Westen.

## Bevölkerungsentwicklung
| Jahr                      | 1962 | 1968 | 1975 | 1982 | 1990 | 1999 | 2006 | 2013 |
| Einwohner                 | 289  | 287  | 256  | 258  | 275  | 329  | 357  | 355  |
| Quelle: Cassini und INSEE |      |      |      |      |      |      |      |      |

## Sehenswürdigkeiten
- Kirche